# Bo Rangers Football Club
El Bo Rangers Football Club es un equipo de Fútbol de Sierra Leona que juega en la Liga Premier de Sierra Leona, la primera división nacional.

## Historia
Fue fundado en el año 1954 en la ciudad de Bo, Sierra Leona con el nombre Kakura Rangers, el cual cambiaron en 1966 por el de Bo Rangers. En la temporada 2021/22 consiguen su primer título de liga nacional.
A nivel internacional hicieron su primera aparición en la Liga de Campeones de la CAF 2022-23 donde fueron eliminados en la primera ronda por el CR Belouizdad de Argelia.

## Rivalidades
Su principal rival es el Napean Stars, el otro equipo de Bo, Sierra Leona.

## Palmarés
- Liga Premier de Sierra Leona: 3

2021-22, 2022-23, 2023-24

## Participación en competiciones de la CAF
| Temporada | Torneo                      | Ronda | Club          | Casa | Visita | Global |
| --------- | --------------------------- | ----- | ------------- | ---- | ------ | ------ |
| 2022/23   | Liga de Campeones de la CAF | 1     | CR Belouizdad | 0-0  | 0-3    | 0-3    |
| 2023/24   | Liga de Campeones de la CAF | 1     | LISCR         | 1-1  | 1-0    | 2-1    |
| 2023/24   | Liga de Campeones de la CAF | 2     | CR Belouizdad | 1-3  | 1-3    | 2-6    |
| 2024/25   | Liga de Campeones de la CAF | 1     | FC San Pédro  | 1-1  | 0-1    | 1-2    |